# Диоген
Диоге́н Сино́пский (др.-греч. Διογένης ὁ Σινωπεύς; около 412 до н. э., Синопа — 10 июня 323 до н. э., Коринф) — древнегреческий философ.
В молодости Диоген получил пророчество от дельфийской пифии «переоценивать ценности», которое вначале принял буквально и стал фальшивомонетчиком. После того, как его уличили в преступлении, был вынужден бежать из родного города. Диоген прибыл в Афины и стал учеником основателя школы киников Антисфена. Вскоре стал знаменитым благодаря своей мудрости, стилю жизни и эпатажным выходкам.
В своём учении Диоген пропагандировал аскетизм — отказ от земных благ, независимость и самодостаточность. Чувство зависимости от внешних обстоятельств, согласно Диогену, было уделом раба. Он отрёкся лишь от тех потребностей, удовлетворение которых требовало компромисса, отказа от свободной жизни. Даже в рабстве, по мнению Диогена, имея внутреннюю свободу, можно оставаться независимым человеком.
Одновременно с аскетизмом Диоген отвергал понятия брака, отечества, первым введя в обиход слово «космополит», презирал условности. Его шокирующие действия не только привлекали внимание, но и стали своего рода аргументом в споре, которому «серьёзная наука» ничего не может противопоставить. Образ народного героя и фольклорного мудреца Диогена привёл к появлению множества историй и преданий, и соответственно противоречий и домыслов в источниках.
К наиболее известным легендам о Диогене относятся встреча с Александром Македонским и поиск человека с фонарём. Когда царь предложил философу выполнить любое желание, тот попросил его отойти в сторону, так как Александр заслонял солнце. В другой раз Диоген зажёг днём фонарь и стал ходить по улицам. На вопрос относительно того, что он делает, философ отвечал: «Ищу человека».

## Биография
Диоген родился в богатом греческом городе Синопа на побережье Чёрного моря. Его отец Гикесий был менялой. Согласно античным источникам, Диоген вместе с отцом занимался фальшивомонетничеством. После того как их уличили, Диоген был вынужден бежать из родного города. По другой легенде, во время посещения Дельф пифия посоветовала молодому Диогену «переоценивать ценности» (др.-греч. παραχάραττειν τὸ νόµισµα), что он вначале понял буквально, начав перечеканивать монету. Позже он осознал, что речь шла не о материальных, а о духовных ценностях.
Изгнанный или сбежавший из Синопы Диоген прибыл в Афины вместе с рабом по имени Манес, который вскоре самовольно покинул хозяина. С этим Манесом связана легенда. На уговоры начать розыски беглого раба Диоген ответил: «Позорно, что Манес без Диогена может жить, а Диоген без Манеса не может». Предположительно приезд в Афины произошёл в промежутке между 390 и 385 годами до н. э.
В Афинах примкнул к основателю философской школы кинизма Антисфену. Согласно легенде философ вначале отказался обучать Диогена, однако тот своим упорством добился своего. Когда Антисфен замахнулся на Диогена палкой, тот сказал: «Бей, но ты не найдёшь такой крепкой палки, чтобы прогнать меня, пока ты что-нибудь не скажешь». Своим аскетизмом и эксцентричностью он превзошёл всех остальных философов Древней Греции. В Афинах он получил прозвище «собака» (др.-греч. ϰύων). В этом эпитете одновременно присутствовали как презрительный, осуждающий оттенок связанный с бесстыдством, назойливостью, наглостью и бродяжничеством, так и предмет гордости кинических философов — верность, близость к природе, открытость.
В течение жизни Диоген встречался со многими великими людьми того времени — Платоном, Аристиппом, Демосфеном, Александром Македонским, и др. Детали этих встреч, в которых нищий мудрец высмеивает богатство и власть, носят легендарный характер. Эти истории импонировали бедному простому народу, в связи с чем стали популярными и сохранились до наших дней.

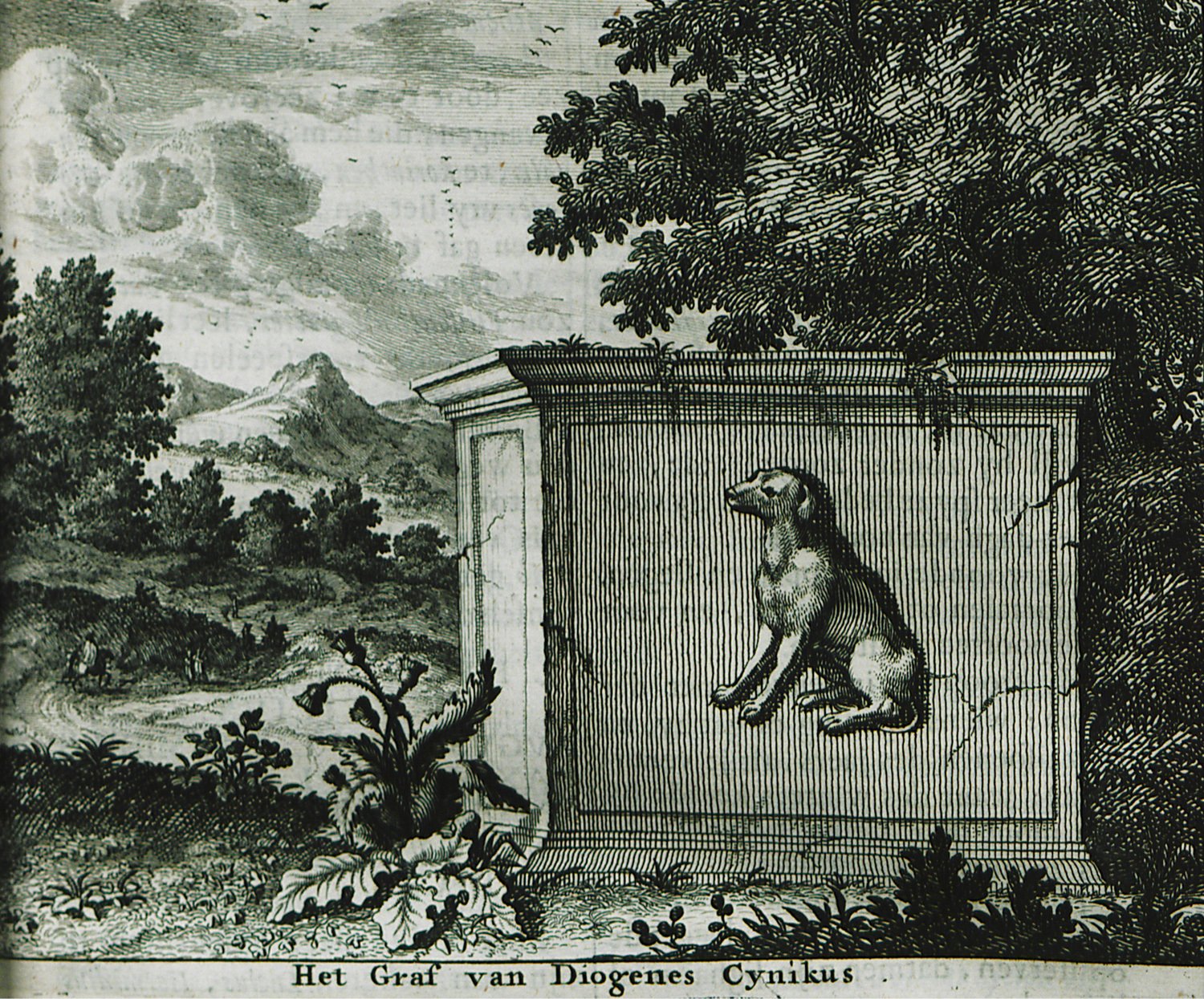
Гравюра 1688 года Ольферта Даппера с реконструкцией могилы Диогена

После долгого пребывания в Афинах Диоген начал странствовать по Греции. Во время одной из поездок его захватили пираты и продали в рабство коринфянину Ксениаду, который поставил его наставником своих детей. Новому хозяину Диоген заявил, что тот должен его слушаться так же, как и врача или кормчего, если бы те были рабами. Детей Ксениада он обучал литературе, истории, умению ездить верхом и владению оружием. Дети полюбили своего наставника и заступались за него перед родителями. Когда они выросли, его оставили жить в доме. После смерти философа они устроили похороны своему бывшему наставнику. Цицерон приводит легенду о том, что после смерти Диоген велел оставить тело без погребения. На вопрос: «Как, на съедение зверям и стервятникам?» — философ ответил — «Отнюдь! Положите рядом со мной палку, и я их буду отгонять!» «Однако это же невозможно, ты ничего не почувствуешь» — возразил собеседник. «А коли не почувствую, то какое мне дело до самых грызучих зверей?» — резюмировал Диоген. Дата смерти Диогена точно зафиксирована — считается, что он умер в один день с Александром Македонским, 10 июня 323 года до н. э., однако обстоятельства смерти философа столь противоречивы в античных источниках (отравился сырым осьминогом; заболел холерой; задержал дыхание и умер от удушья; искусан собаками; дошёл до реки Илисос, упал и попросил рядом находящегося сторожа после смерти сбросить его тело в воду), что у антиковедов возникают сомнения относительно их достоверности. Как бы то ни было, Диогена похоронили в Коринфе у Истмийских ворот. На его могиле поставили мраморную колонну с фигурой собаки. Диоген Лаэртский передаёт текст эпитафии на месте погребения Диогена:
От времени медь потускнеет; но слава твоя, Диоген,
Во веки нетленной пребудет
Зане ты несча́стливым смертным путь истинной жизни явил —
Путь жизни широкий и лёгкий.
Эту могилу описывает живший во II веке н. э. географ Павсаний.

### Аскетизм

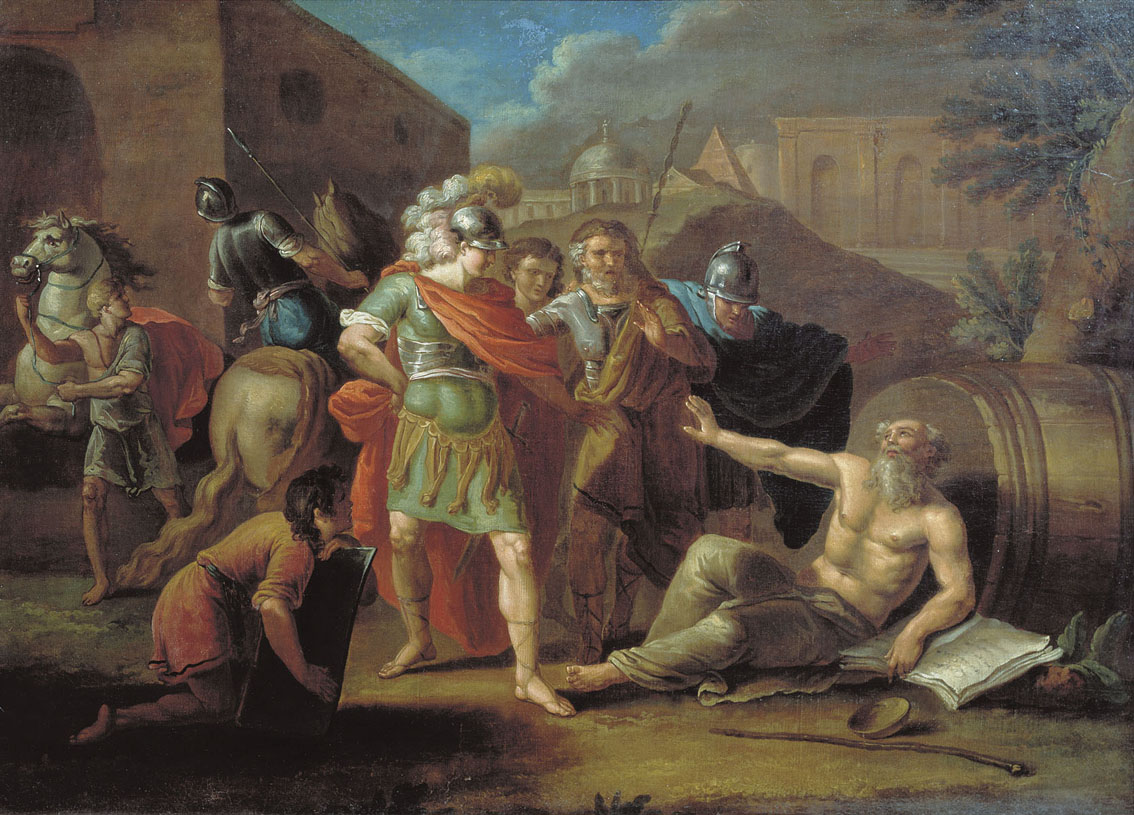
«Александр Македонский перед Диогеном». Тупылев И. Ф., 1787 г.

К числу наиболее популярных рассказов о Диогене относится история о том, как он жил в огромном глиняном пифосе, который зачастую называют «бочкой». Желая закалить своё тело, летом он лежал на горячем песке, а зимой обнимал холодные статуи, спал на плаще. Увидев, как мальчик пил воду из рук, Диоген выбросил из своей сумы чашку, посчитав, что мальчик превзошёл его простотой жизни. Когда в Коринфе находился Александр Македонский, к нему приходили многие политики и философы. Царь Македонии предполагал, что среди прочих его посетит и Диоген. Однако философ спокойно проводил время в пригороде Коринфа Крании, нисколько не интересуясь присутствием в городе Александра. Тогда царь решил посетить Диогена сам. В это время философ грелся на солнце. Слегка приподнявшись при виде множества приближающихся людей, Диоген пристально посмотрел на Александра. Царь сказал: «Проси у меня, чего хочешь», на что Диоген ответил: «Не заслоняй мне солнца», либо в передаче Плутарха: «Отступи чуть в сторону, не заслоняй мне солнца». Царь был настолько поражён гордостью и величием философа, который отнёсся к нему с таким пренебрежением, что на обратном пути сказал: «Если бы я не был Александром, я хотел бы быть Диогеном».
Аскетизм Диогена не предполагал самоистязания и отказа от всех житейских благ, он отрёкся от тех потребностей, удовлетворение которых требовало компромисса, отказа от свободной жизни. Он мог посещать богатых людей и участвовать в их пирах, сохраняя своё оскорблявшее хозяина внешне непристойное поведение. Диоген утверждал, что мудрецам «можно всё то же, что и остальным людям». По легенде своим вниманием Диогена одаривали самые известные афинские гетеры Лаиса и Фрина.

### Эпатажные выходки

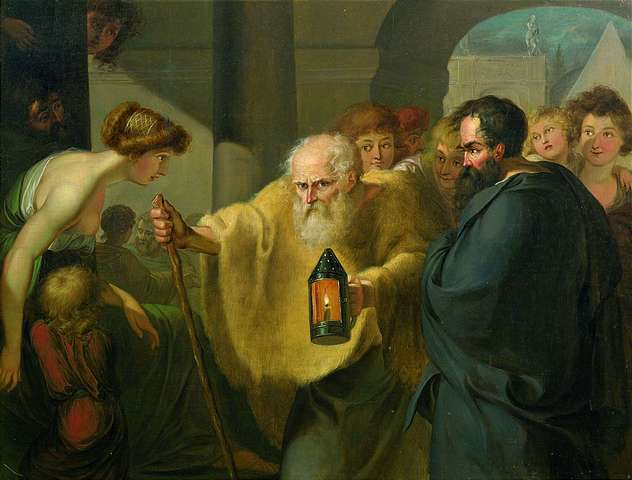
«Диоген ищет человека», Иоганн Тишбейн, 1780-е годы

Диоген Лаэртский приводит несколько легенд о жизни Диогена. Когда философа привели в роскошное жилище и запретили плевать на пол, то он плюнул в лицо хозяину, заявив, что хуже места не увидел. В какой-то день Диоген закричал: «Эй, люди!». Когда сбежался народ, Диоген напустился на него с палкой, так как «звал людей, а не мерзавцев». Однажды Диоген на городской площади начал читать философскую лекцию. Его никто не слушал. Тогда Диоген заверещал по-птичьи, и вокруг собралась сотня зевак. «Вот, афиняне, цена вашего ума, — сказал им Диоген. — Когда я говорил вам умные вещи, никто не обращал на меня внимания, а когда защебетал, как неразумная птица, вы слушаете меня разинув рот». Отношение Диогена к афинянам проявилось в эпизоде, когда философ днём зажёг фонарь и пошёл по улицам. На вопросы, что он делает, следовал ответ: «Ищу человека». При всём этом граждане Афин благосклонно относились к чудаковатому философу. Когда какой-то мальчишка разбил диогенов пифос, то его высекли, а Диогену предоставили новое «жилище».
Лукиан в произведении «Как следует писать историю» приводит легенду о том, что жители Коринфа, услышав о приближении армии царя Македонии Филиппа II, начали подготовку к осаде. Кто починял стену, кто готовил оружие, кто таскал камни, а Диоген начал катать вперёд-назад свой пифос, «чтобы не казалось, будто он один бездельничает, когда столько людей работает».

### Диоген и Платон

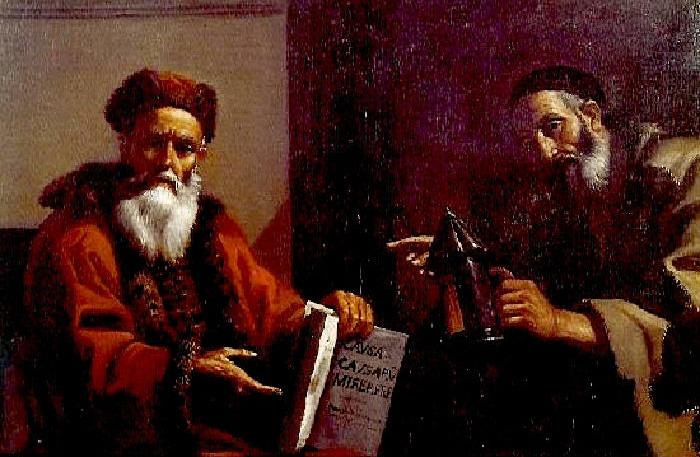
«Платон и Диоген». Маттиа Прети, XVII век, Капитолийский музей, Рим

Античные источники приводят множество историй о взаимоотношениях двух философов. В них Диоген опровергает и высмеивает утверждения Платона. В отличие от других мыслителей, с которыми Платон мог дискутировать, перед Диогеном он зачастую оказывался бессилен. Диоген вёл диалог «с участием живой плоти», и Платону ничего не оставалось как прибегать к диффамации своего оппонента. Он называл его «обезумевшим Сократом». Это утверждение вместо издёвки было воспринято как признание Диогена, которое поставило его на одну ступень с Сократом.
Когда Платон дал определение, что «человек есть животное на двух ногах, лишённое перьев», Диоген ощипал петуха, объявив, что это и есть «платоновский человек». После этого определение дополнили утверждением: «С широкими ногтями». В античных источниках содержатся два эпизода, в которых Диоген упрекает Платона за его посещения сиракузских тиранов Дионисия Старшего и Младшего, где философу приходилось жить в «золотой клетке». Когда Диоген мыл овощи, то Платон сказал ему шёпотом: «Если бы ты служил Дионисию, не пришлось бы тебе мыть овощи», намекая на возможность стать богатым при дворе тирана Сиракуз, который «собирал» при дворе таланты Эллады. Диоген также шёпотом ответил: «А если бы ты умел мыть себе овощи, не пришлось бы тебе служить Дионисию». Клавдий Элиан писал в «Пёстрых рассказах»: На окрик Платона — «Слушай как следует, собака» — Диоген ответил: «Я не прибегал обратно в дом, где меня продали, как делают собаки».
Диоген неоднократно спорил с Платоном. Однажды он начал топтать ковёр в доме Платона, приговаривая: «Топчу спесь Платона». Платон на это ответил: «Попираешь собственной спесью, Диоген». Когда Платон рассуждал об идеях, Диоген сказал: «А я вот, Платон, стол и чашу вижу, а стольности и чашности не вижу», на что получил ответ: «И понятно: чтобы видеть стол и чашу, у тебя есть глаза, а чтобы видеть стольность и чашность, у тебя нет разума».

## Учение
Приняв тебя в обучение, я сниму с тебя изнеженность, запру вместе с бедностью и накину на тебя потёртый плащ. Потом я заставлю тебя работать и трудиться, спать на голой земле, пить воду и есть что попало. Божества же твои, если они у тебя есть, ты, повинуясь мне, бросишь в море. Ты не будешь заботиться ни о браке, ни о детях, ни об отечестве, и все будет для тебя пустяком. Оставив дом отца, ты будешь жить или в склепе, или в оставленной башне, или в глиняном сосуде; котомка твоя пусть будет полна бобов и свёртков, исписанных с обеих сторон. Ведя такой образ жизни, ты назовёшь себя более счастливым, чем великий царь. Если же тебя будут бить и подвергать пыткам, ты в этом не увидишь ничего неприятного. … Тело твоё будет испытывать боль, а душа будет безболезненна. То, чего больше всего должно быть у тебя, заключается вот в чем: надо быть грубым и дерзким и ругать одинаковым образом и царей, и частных людей, потому что тогда они будут смотреть на тебя с уважением и считать тебя мужественным. Твой голос пусть будет грубым, как у варвара, а речь незвучной и прямо-таки подобной собаке. Надо иметь сосредоточенное выражение и походку, соответствующую такому лицу, и вообще быть диким и во всем похожим на зверя. Стыд же, чувство приличия и умеренности должны отсутствовать; способность краснеть навсегда сотри со своего лица. Старайся быть в самых многолюдных местах, но в них пребывай в одиночестве, не связываясь ни с кем, и не стремись приобретать друзей или приятелей — все это уничтожает силу власти. На виду у всех смело делай то, чего другой не сделал бы и в стороне, в любовных делах выбирай наиболее смешные и, наконец, если это покажется тебе нужным, умри, съев сырого полипа или каракатицу. Вот это благополучие мы даём тебе в дар.
Диоген Лаэртский сообщает, ссылаясь на Сотиона, о 21 сочинении Диогена, среди которых 14 диалогов и 7 трагедий для чтения. Ни одно из них не сохранилось. «Государство» Диогена ставили в один ряд с одноимёнными трудами Платона и Зенона. Содержание произведений Диогена касалось различных этических проблем, в них переосмысливались все институты общества, в том числе такие как семья и брак. Диоген проповедовал общность жён и детей, отрицал необходимость брака и семьи. В политике он ввёл понятие космополита или «гражданина мира». Идея для античного мира была революционной, так как граждане Эллады ассоциировали себя с определённым полисом, а Диоген по своей сути отрицал понятия отечества и местных законов, утверждая, что есть только закон природы, которому необходимо следовать. С этим положением связано противоречие между кинизмом и платоновской «теорией идей». Моральные и политические законы, нравы подобны «идеям». Они не имеют собственного бытия, но обладают властью. Учение киников «жить по природе» и отказ подчиняться закону, выразившееся у Диогена в самоопределении человека, который не имеет ни семьи, ни полиса (отечества), ни дома, противопоставляет эту философскую школу платонизму. В лаконичном виде это противоречие школ выражено в диалоге о «стольности» и «чашности», которых Диоген не видит, согласно Платону, по причине отсутствия разума.
Киническое учение Диогена вошло в историю своеобразным вызовом морали и общественному мнению, эпатажностью форм выражения своего мнения. Киники пропагандировали аскетизм — полный отказ от земных благ. Диоген был воплощением требования кинической автаркии, а именно независимости и самодостаточности. Прямолинейно применяя антитезу «природа—закон» Диоген презирал условности, намеренно доводя до крайности своё бесстыдство. Главным в учении философа было достижение внутренней свободы личности, независимости от материальных забот и внешних обстоятельств. Чувство зависимости от внешних обстоятельств — удел раба. Согласно Диогену, даже в рабстве, имея внутреннюю свободу, можно оставаться независимым и свободным. Из античных писателей ироническую квинтэссенцию учения Диогена представил Лукиан в «Продаже жизней».
Согласно представлениям современников, Диоген открыл новый вид аргументации, которому серьёзному философу нечего противопоставить. Когда Диоген в качестве несогласия с платоновским учением об идеях начинал «пускать ветры» или в ответ на утончённое по сути учение об «эросе» заниматься онанизмом, то эти грубые выходки ставили оратора в затруднительное положение. Появление Диогена представляет драматический момент в истории развития философии. В то время как «высокая теория», начиная с Платона, перевела философию от материального воплощения к логическим конструкциям, Диоген противопоставил ей «низкую теорию», которая пантомимически-гротескно фокусировалась на практической реализации. Процесс познания истины разветвился. Диоген ощутил обман идеалистических абстракций и стал первым представителем сатирического сопротивления. С этой позиции дерзость Диогена становится понятной. В то время как философия ханжески лицемерит, Диоген говорит о настоящей жизни. В обществе, где ложь стала формой жизни, истину могут высказывать лишь «бесстыдные» люди. В этой парадигме власть имущие теряют осознание величия, лишь сталкиваясь с шутами, клоунами и киниками, как в примере встречи Александра с Диогеном.
Сходный по сути эпизод из биографии Диогена касается критики апорий Зенона — внешне парадоксальных рассуждений, в которых с помощью логических конструкций доказывалось, что движения не существует. Контраргумент Диогена обыгран в стихотворении А. С. Пушкина «Движение»: «Движенья нет, сказал мудрец брадатый. / Другой смолчал и стал пред ним ходить. / Сильнее бы не мог он возразить; / Хвалили все ответ замысловатый». Немецкий философ Гегель дополнил анекдот, что когда аргумент Диогена признали убедительным, то он побил оппонента палкой за чрезмерное доверие к очевидности.
Диоген имел много учеников, некоторые из которых были бедняками и рабами. Наиболее известными из них стали Кратет Фиванский, Онесикрит из Астипалеи, Филиск с Эгины, Моним Сиракузский, Метрокл, Гиппархия и др.

## Память

### В скульптуре и живописи
Как в древности, так и в Новое и Новейшее время личность Диогена привлекала скульпторов и художников. Сохранилось несколько античных бюстов и фресок Диогена. Барельефы с изображениями Диогена создали скульпторы П. Пюже и О. Пажу. Статуи Диогена среди прочих античных персонажей нередко становились частью декоративного оформления, в частности, их устанавливали в дворцово-парковых композициях. В Синопе и Коринфе, городах где родился и умер Диоген, ему установили памятники. Правые турецкие организации выступали против памятника человеку греческой культуры в турецком городе Синопа и требовали его переноса или демонтажа.
Среди художников, изобразивших встречу Александра и Диогена, были такие всемирно известные мастера как Гаспар де Краер, Корнелис де Вос, Джоакино Ассерето, Джован Баттиста Лангетти, Себастьяно Риччи, Гаэтано Гандольфи, Николай Абрахам Абильгор, Никола Андре Монсио, Джон Мартин, Оноре Домье, Иван Тупылев и другие. История о Диогене в поисках человека отображена на картинах Я. Йорданса, Цезаря ван Эвердингена, Адриана ван дер Верффа, Джованни Паоло Панини, Яна Стена, Л. Коринта. Фигуру Диогена с фонарём нарисовали Хосе де Рибера, Джованни Кастильоне, Джузеппе Антонио Петрини, Жан-Леон Жером, Жюль Бастьен-Лепаж, Джон Уильям Уотерхаус. История о том как Диоген разбил чашку, заинтересовала Никола Пуссена, Сальватора Розу, Генриха Семирадского. Картину с просящим у статуи подаяния Диогеном написал Жан Бернар Ресту.

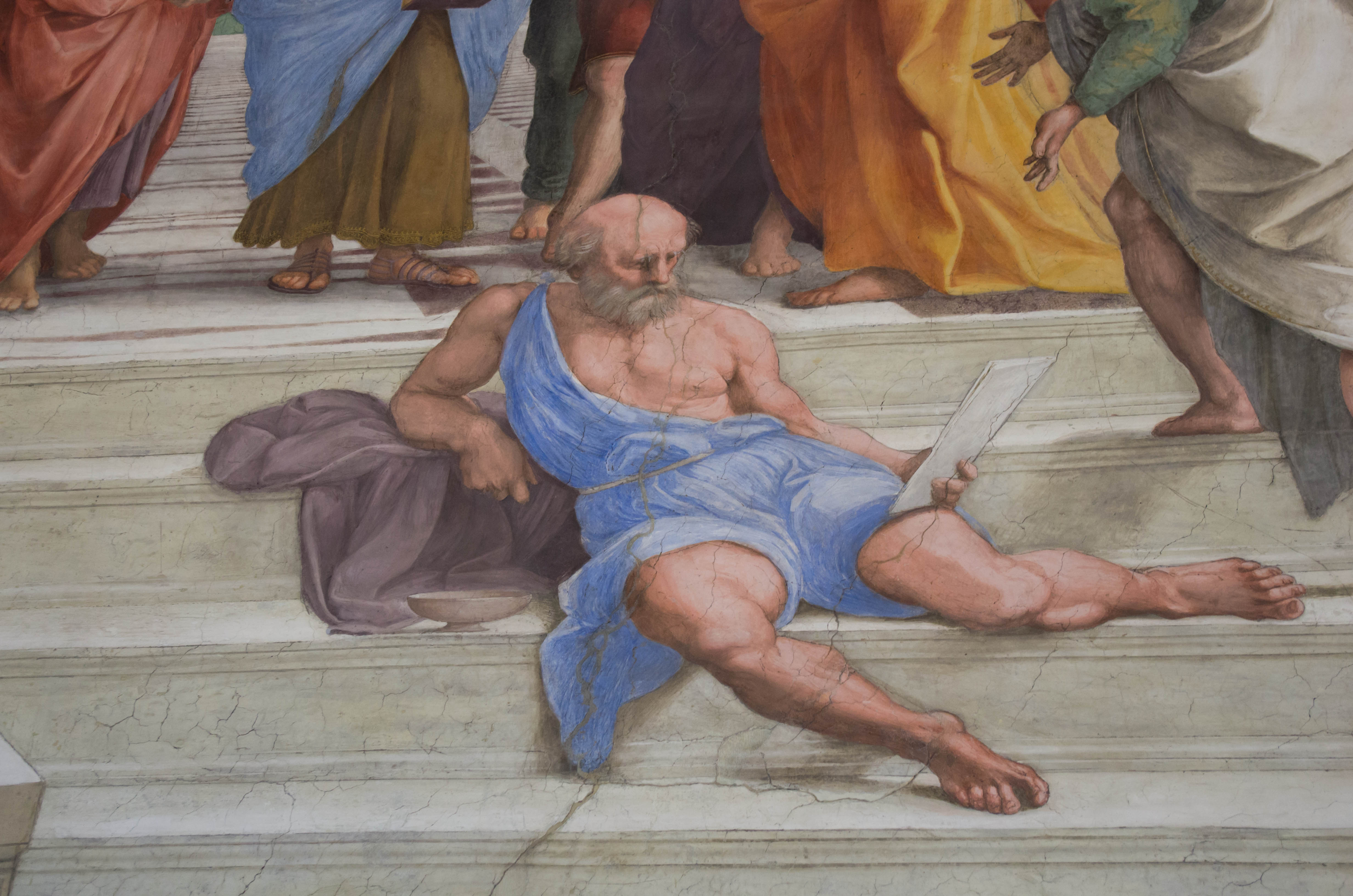
Диоген на фреске Рафаэля «Афинская школа» (1509)
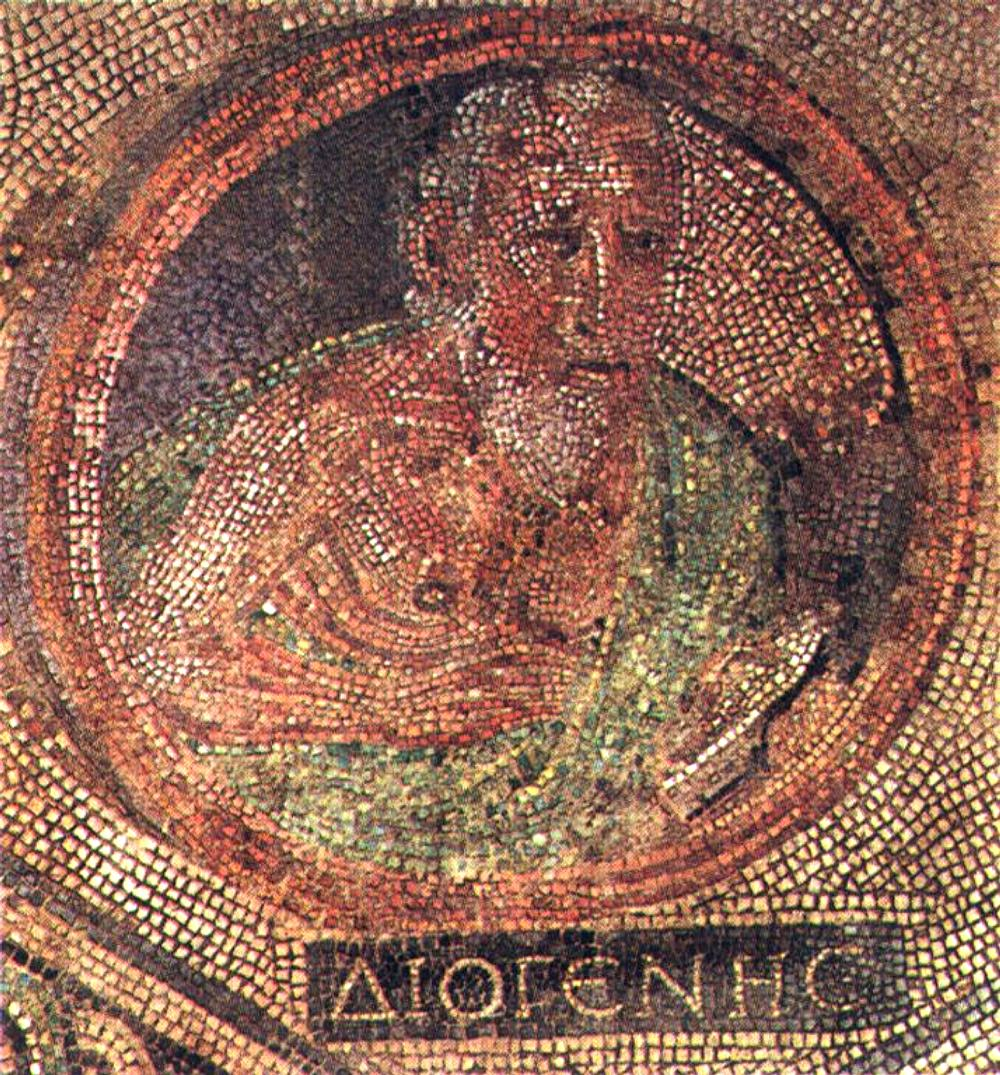
Античная римская мозаика с изображением Диогена
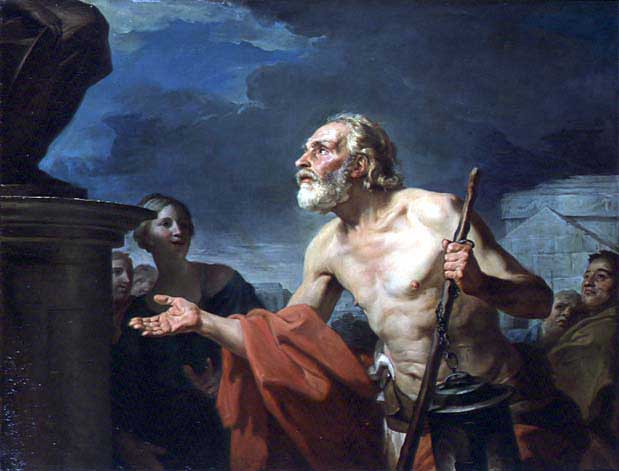
Жан Бернар Ресту. «Диоген просит милостыню» (1767)
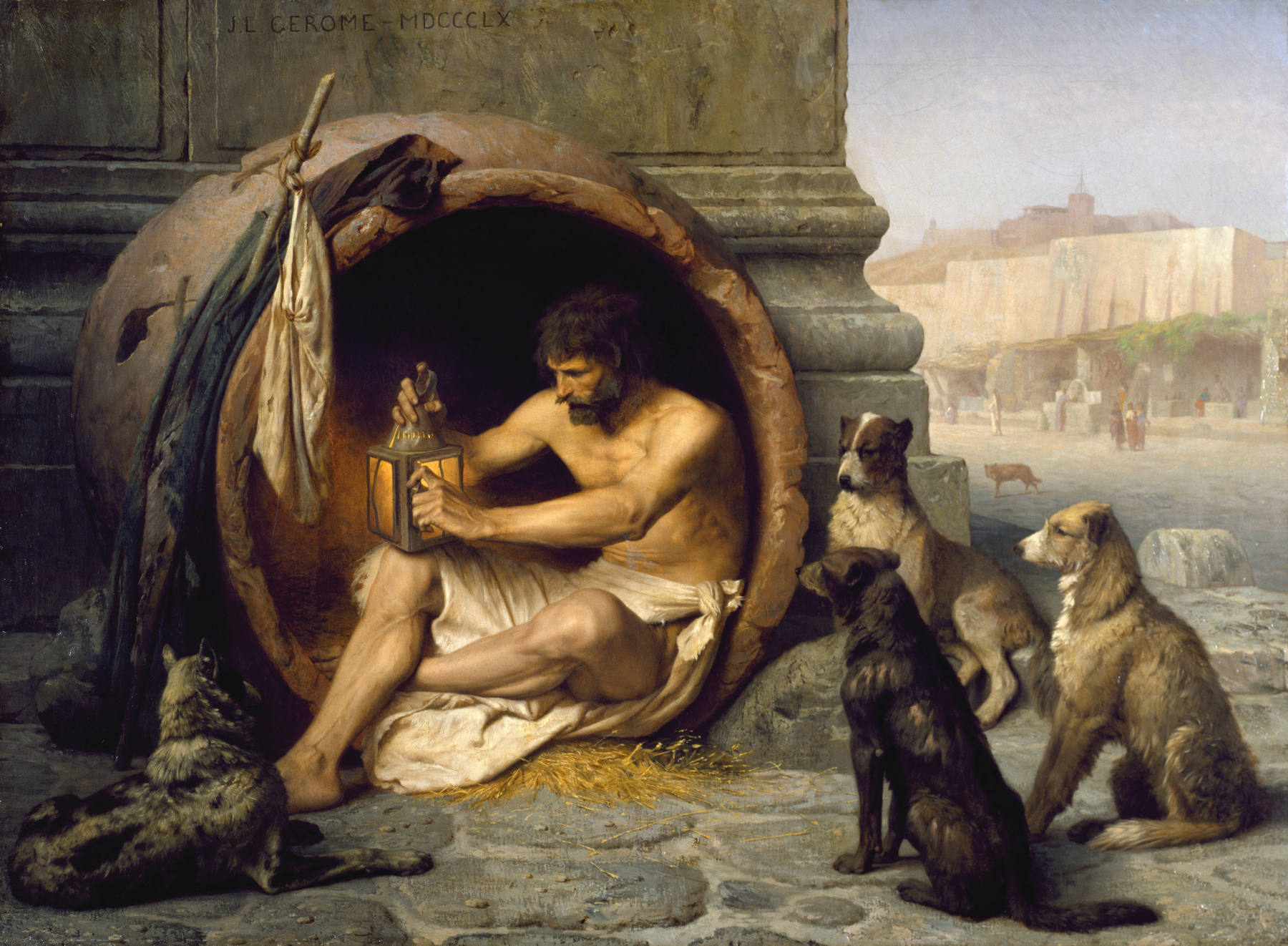
Жан-Леон Жером. «Диоген» (1860)
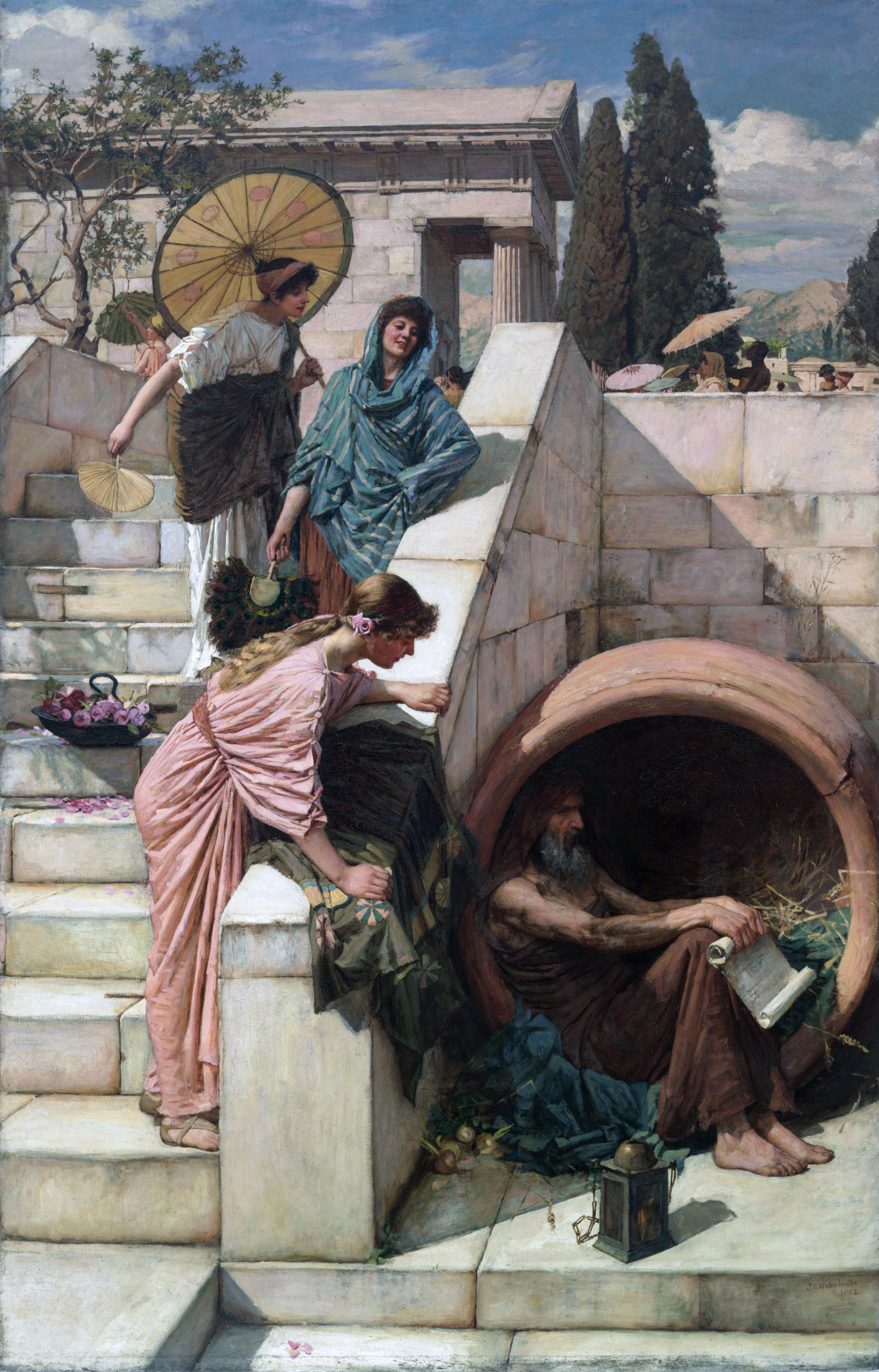
Джон Уильям Уотерхаус. «Диоген Синопский» (1882)
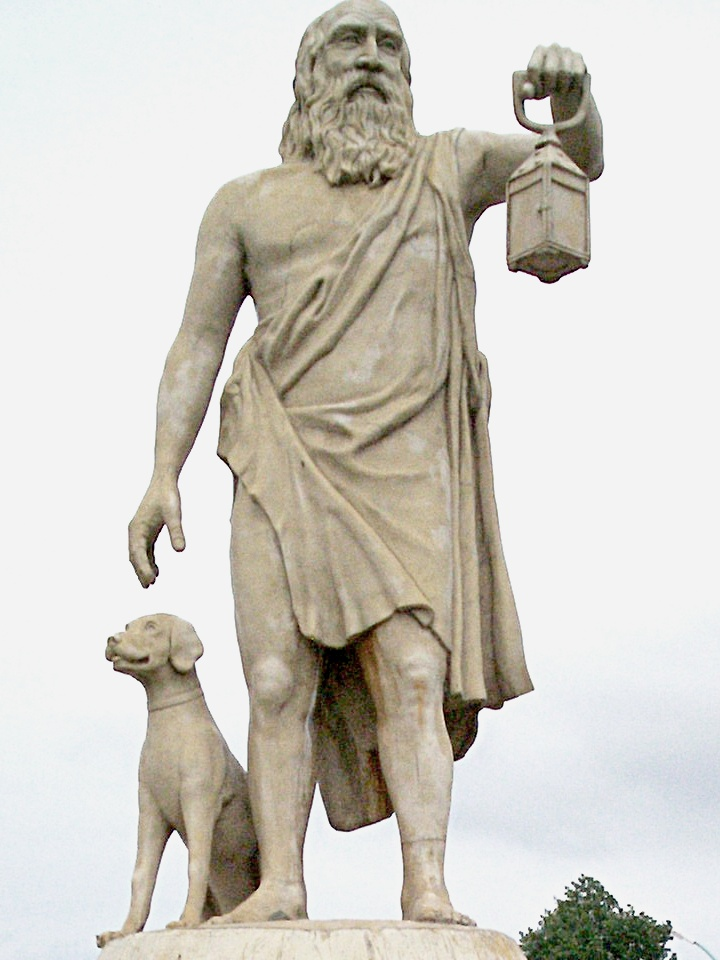
Статуя Диогена в Синопе (Турция)

### В литературе, философии и музыке
Древнегреческий писатель II века н. э. Лукиан в диалоге «Менипп, или Путешествие в подземное царство» упоминает Диогена, который в Аиде находится рядом с богачами: «А милейший Диоген находится в соседстве с Сарданапалом ассирийским, Мидасом фригийским и некоторыми другими богачами. Слушая их жалобы и подсчёты былых богатств, он весело смеётся, а чаще всего, лёжа на спине, поёт таким резким и суровым голосом, что заглушает их стоны; это пение очень огорчает богачей, так что они решили переселиться, не будучи в состоянии сносить присутствие Диогена».
Данте поместил Диогена в первый круг Ада — Лимб, где находятся добродетельные язычники. Иоганн Вольфганг фон Гёте (1749—1832) дважды упоминает в своих сочинениях Диогена, в песне «Genialisch treiben» и стихотворении «Наставники». В первом случае обыгрывается бочка, в которой жил философ, во втором — преподанный Александру урок.
А. П. Чехов в рассказе «Палата № 6» дискредитирует путь Диогена, во-первых, как эстетически непривлекательный, во-вторых, как ведущий в тупик закрытого пространства, в палату для психиатрических больных. «Идите, проповедуйте эту философию в Греции, где тепло и пахнет померанцем, а здесь она не по климату. … Диоген не нуждался в кабинете и в тёплом помещении; там и без того жарко. Лежи себе в бочке да кушай апельсины и оливки. А доведись ему в России жить, так он не то что в декабре, а в мае запросился бы в комнату. Небось, скрючило бы от холода.» — эти утверждения писатель вкладывает в речь душевнобольного Ивана Дмитрича.
Жизнь и учение Диогена повлияли на творчество немецкого философа Фридриха Ницше. Сестра философа Элизабет Фёрстер-Ницше писала: «Нет сомнений в том, что мой брат пытался немного подражать Диогену в бочке: он хотел выяснить, насколько малым может обойтись философ». В «Весёлой науке» Диоген появляется в отрывке «Безумный человек». Он берёт в полдень фонарь и начинает искать Бога, после произносит «Бог умер! Бог не воскреснет! И мы его убили!». Новый Диоген метафорически провозглашает смерть Бога, утверждая крах веры, христианской морали и культурных ценностей последних веков. Историк философии Генрих Нихус-Прёбстинг считал, что кинизм сформировал основы философии Ницше — борьбу с пессимизмом, поиск путей к «весёлости», вызывающую беззастенчивую прямолинейность, положение философа-изгнанника (Диоген был изгнан из родного города; Ницше добровольно покинул академическое сообщество).
Именем Диогена назван философский журнал, который выпускают с 1952 года.

### В медицине
Именем античного философа А. Н. Кларк с соавторами предложили называть психическое расстройство, характерными чертами которого являются крайне пренебрежительное отношение к себе, социальная изоляция, апатия, склонность к накоплению и собиранию всякой всячины (патологическое накопительство) и отсутствие стыда. Однако по сути название «синдром Диогена» неверно, так как Диоген хоть и жил в бочке и эпатировал окружающих, не был замечен в склонности к накоплению, тем более патологической. Более того, основой его учения было пренебрежение к материальным благам. Поэтому термин критикуют, предлагая использовать другие названия по типу «синдрома Плюшкина» или «синдрома старческого убожества».